# Simon Bitsch
 Der er for få eller ingen kildehenvisninger i denne artikel, hvilket er et problem. Du kan hjælpe ved at angive troværdige kilder til de påstande, som fremføres i artiklen.

Simon Bitsch (født 22. december 1990) er en dansk tidligere volleyballspiller. Han spillede i Boldklubben Marienlyst 2010-11 og 2015-21. Han spillede i Falkenbergs VBK i Sverige fra 2011-12 og i Middelfart VK 2012-15.
Bitsch blev danmarksmester og pokalmester i sæsonen 2010-2011, samt pokalmester i 2015-16 med Boldklubben Marienlyst og debuterede sommeren 2010 på A-landsholdet, efter at have spillet på både U17, U19 og U21 landsholdet.
Bitsch gik på Idrætsefterskolen Ikast i skoleåret 2005/2006.